# Хехт, Гильом ван дер
Гильом Виктор ван дер Хехт (1817—1891) — бельгийский художник, литограф, работавший в стиле романтизма.

## Биография
Родился в Брюсселе 30 июля 1817 года. Ещё ребенком проявил талант к рисованию и стал посещать занятия в Королевской академии изящных искусств в Брюсселе. В середине 1840-х годов он некоторое время работал в Лондоне и был учеником и помощником Шарля Бонье. Примерно в середине XIX века он вернулся в Бельгию. С того времени он стал активно публиковаться в многочисленных журналах, для которых он работал иллюстратором. Весьма заметны были его работы в журнале La Renaissance, с которым сотрудничали и другие известные художники-романтики, такие как Густав Вапперс, Никез де Кейзер и Жан-Батист Маду.
В основном он занимался рисованием и гравюрой. Он работал на высокой скорости, отчего иногда страдало качество его произведений. Меньше внимания он уделял живописи и акварели, которых оставил после себя немного. Он был типичным представителем романтизма и в основном работал в пейзажном жанре, часто изображая замки и памятники. Большую известность получила его картина «Развалины замка Кенилворт», ныне находящаяся в Санкт-Петербурге в Эрмитаже.
В 1850-х годах ван дер Хехт также работал рисовальщиком в бельгийском суде и преподавал живопись молодой Марии Гогенцоллерн-Зигмаринген.
Скончался в Брюсселе 10 сентября 1891 года.

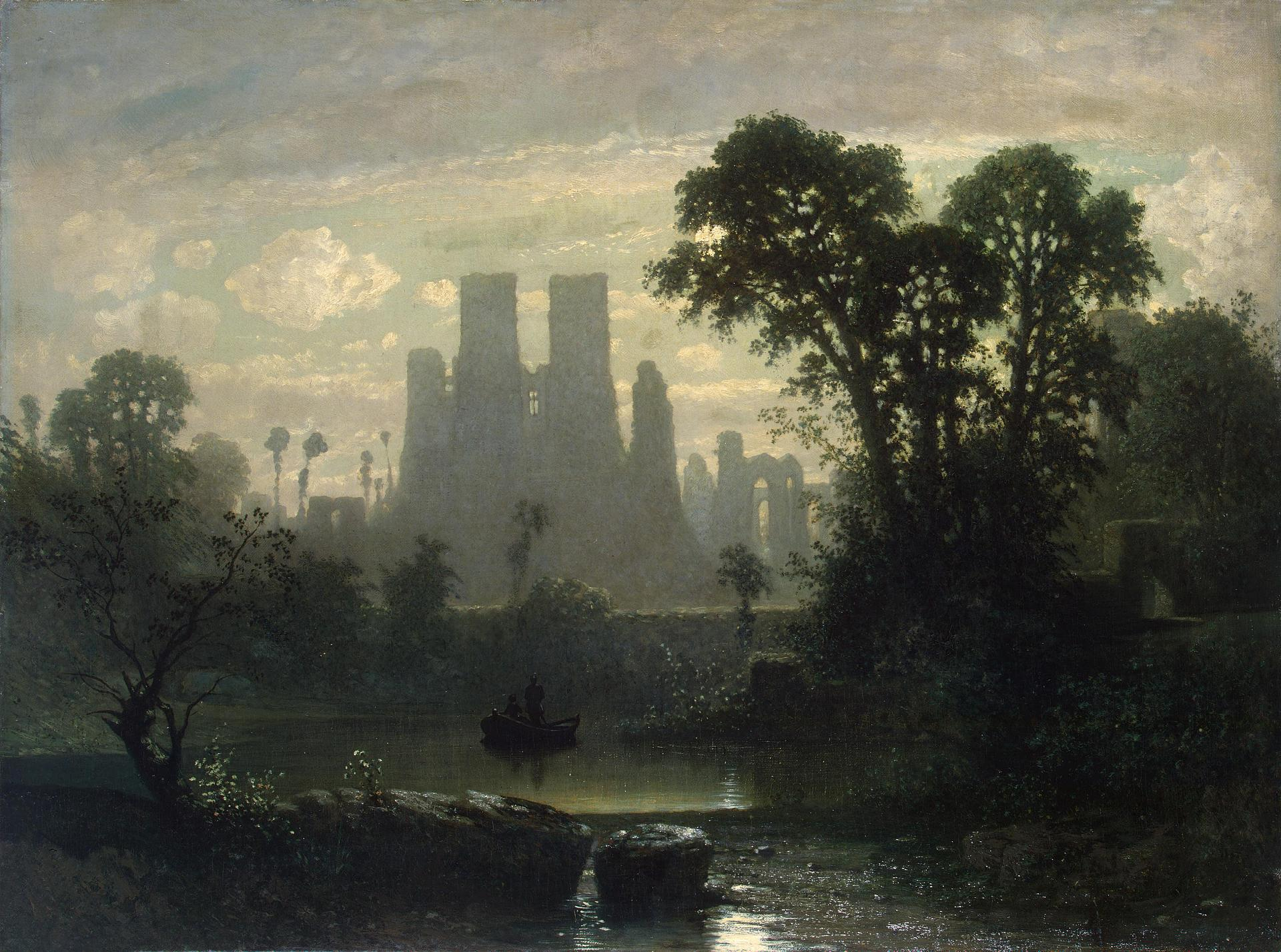
«Развалины замка Кенилворт». Эрмитаж.
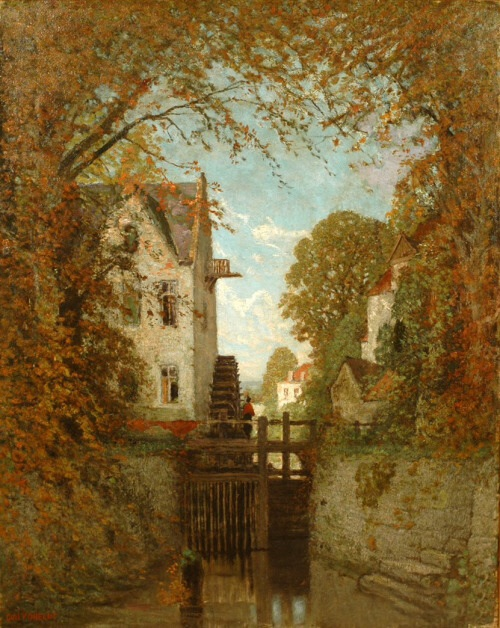
«Мельница в окрестностях Брюсселя».